# Ân (digramme)
Cette page contient des caractères spéciaux ou non latins. S’ils s’affichent mal (▯, ?, etc.), consultez la page d’aide Unicode.
Pour les articles homonymes, voir AN.
Ân (minuscule ân) est un digramme de l'alphabet latin composé d'un A accent circonflexe (Â) et d'un N.

## Linguistique
- En portugais le digramme « ân » représente généralement la voyelle [ɐ̃] portant l'accent tonique devant une consonne.

## Représentation informatique
Comme pour la majorité des digrammes, il n'existe aucun encodage de « ân » sous la forme d'un seul signe. Il est toujours réalisé en accolant les lettres Â et N,.